# Koto Panap
Koto Panap is een bestuurslaag in het regentschap Sungai Penuh van de provincie Jambi, Indonesië. Koto Panap telt 481 inwoners (volkstelling 2010).